# Bruce Voeller
Bruce Raymond Voeller, né le 12 mai 1934 à Minneapolis et mort le 13 février 1994, était un biologiste et chercheur américain.
Il est réputé être l'inventeur du terme syndrome de l'immunodéficience acquise dont l'acronyme est SIDA (en anglais : Acquired Immune Deficiency Syndrome, abrégé en AIDS) qui était alors appelé GRIDD (Gay Related Immune Defense Disorder) sur lequel il effectue des recherches. Il est mort d'une complication liée au SIDA.
Bruce Raymond Voeller est par ailleurs le fondateur de l'association National Gay and Lesbian Task Force dont il est le président de 1973 à 1978.